# 月刊シリーズ (GyaO)
月刊シリーズ（げっかんシリーズ）とはインターネットテレビGyaOの番組放送レーベル「MIDTOWN TV」の月曜日の番組シリーズ。

## 概要
韓国の歌手グループが月代わりでMCを務める。

## 放送内容
| 年     | 番組タイトル | MC               | 放送期間        |
| ------ | ------------ | ---------------- | --------------- |
| 2007年 | 月刊SS501    | SS501 キム・テイ | 2007年11月5日 - |
| 2007年 | 月刊PARAN    | PARAN キム・テイ | 2007年12月3日 - |